# República del Congo en los Juegos Olímpicos de Pekín 2008
La República del Congo estuvo representada en los Juegos Olímpicos de Pekín 2008 por cinco deportistas, tres hombres y dos mujeres, que compitieron en tres deportes.
La portadora de la bandera en la ceremonia de apertura fue la atleta Pamela Mouele-Mboussi. El equipo olímpico congoleño no obtuvo ninguna medalla en estos Juegos.